# Heinkel He 50
Heinkel He 50 byl německý jednomotorový dvouplošný střemhlavý bombardér, původně navržený na objednávku japonského císařského námořnictva.
Japonci si vývoj nového střemhlavého bombardéru objednali v roce 1931. Letoun měl unést 250 kg pumu a existovat jak v plovákové verzi, tak ve verzi s pevným podvozkem.

## Vývoj
První prototyp plovákového He 50aW, poháněného kapalinou chlazeným řadovým šestiválcem Junkers L5 o výkonu 390 k, byl dokončen na podzim roku 1931. Tento motor se po havárii prototypu ukázal být pro letoun příliš slabým.
Druhý prototyp He 50aL (D-2471) s pevným podvozkem měl silnější hvězdicový motor Siemens Jupiter VI o vzletovém výkonu 360 kW vybavený pevnou čtyřlistou dřevěnou vrtulí.
Třetí, mírně upravený prototyp He 50b poháněný motorem Jupiter VI, sloužil jako vzor připravované verze Heinkel He 66 určeného pro Japonsko. Počátkem roku 1933 byl tento stroj dopraven do Japonska, kde jej firma Aiči vybavila pohonnou jednotkou Nakadžima Kotobuki II-Kai 1 o vzletovém výkonu 426 kW. Po vítězném konkurzu na střemhlavý bombardér císařského námořnictva se stal základem typu Aiči D1A1 (Typ94).
V roce 1932 byl prototyp He 50aL nabídnut Říšskému ministerstvu letectví. Zájem Luftwaffe vedl ke zkouškám tří kusů a objednávce 60 sériových strojů He 50A s motory SAM 22B o vzletovém výkonu 441 kW. Bojové jednotky Luftwaffe je však používaly jen krátce, protože byly brzy vytlačeny typy Henschel Hs 123 a Junkers Ju 87 a převedeny k výcviku.
Verze Heinkel He 66aCh s pohonnou jednotkou Siemens Jupiter VI , byla v počtu 12 kusů v roce 1934 dodána Číně.
V roce 1935 následovala další čínská objednávka na 12 strojů He 66bCh, tentokrát se SAM 22B v krytu typu NACA, kterou však převzala nově vzniklá Luftwaffe pod označením He 50B. O šest měsíců později byla dodávka přece jen realizována a v lednu 1936 stroje dorazily do Číny.
Jeden kus He 50G byl v říjnu roku 1936 odeslán do Španělska na letiště v Tabladě, kde ho Legie Condor krátce zkoušela, ovšem nenasadila do žádné bojové akce.
Celková produkce u společnosti Ernst Heinkel A.G. v Rostocku dosáhla 79 kusů, dalších 35 dodala v licenci Bayerische Flugzeugwerke v Augsburgu.

## Nasazení
Letouny Heinkel He 50A byly zpočátku používány jako školní stroje Luftwaffe a od 1. října 1935 se staly prvními střemhlavými bombardéry Fliegergruppe Schwerin. Od 1. dubna 1936 nesla tato jednotka označení I./St.G. 162, souběžně existovaly i další II./St.G. 162 a I./St.G. 165, každá se třemi Staffeln.
Od konce jara 1943 pokračovalo bojové nasazení těchto letounů na východní frontě. Stroji He 50A byly vyzbrojeny 1. a 2. Staffeln v Nachtschlachtgruppe 11 v rámci Luftflotte 1. Létaly na nich estonští dobrovolníci na severním úseku východní fronty.
V září 1944 činnost těchto jednotek pro nedostatek náhradních dílů a paliva ustala.

## Konstrukce
Letoun měl smíšenou konstrukci. Kostra byla z kovových trubek a dřeva a byla potažena plátnem. Letoun měl pevný záďový podvozek a poháněl ho hvězdicový devítiválcový vzduchem chlazený motor Siemens SAM 22B o výkonu 600 k. Posádka byla dvoučlenná. Výzbroj se skládala z pevného kulometu MG 15 ráže 7,92 mm a pohyblivého kulometu MG 17 ráže 7,92 mm. Letoun unesl až 500 kg pum.

## Specifikace

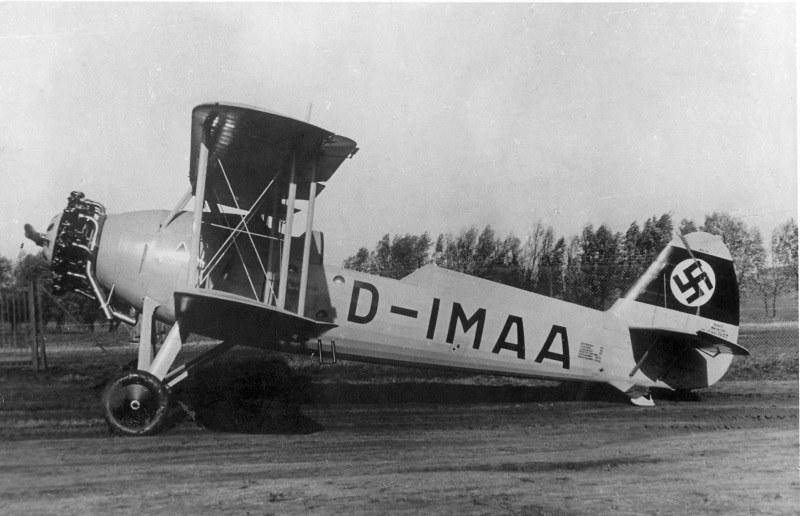
He 50 imatrikulace D-IMAA

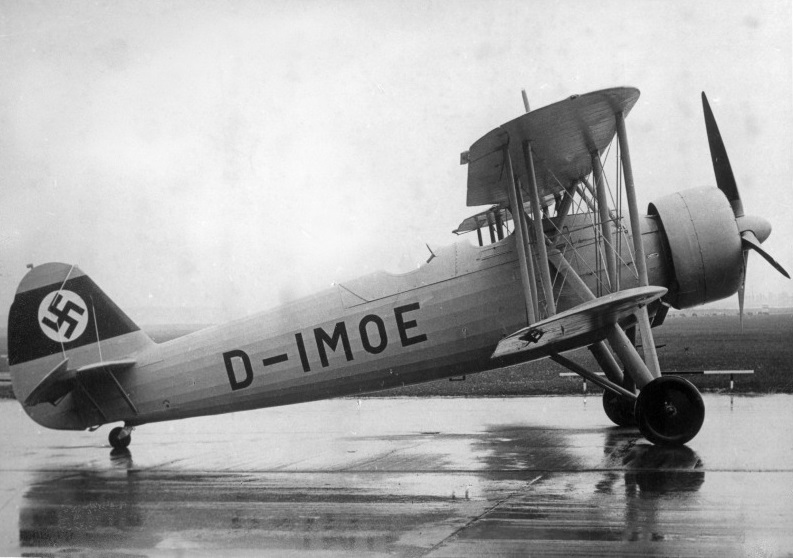
He 50 (D-IMOE)

### Technické údaje
- Osádka: 2
- Rozpětí: 11,5 m
- Délka: 9,6 m
- Výška: 4,5 m
- Hmotnost prázdného letounu: 1600 kg
- Max. vzletová hmotnost: 2620 kg
- Pohonná jednotka: 1 × Siemens SAM 22B
  - Výkon motoru: 600 k

### Výkony
- Maximální rychlost: 235 km/h
- Dostup: 6400 m

### Výzbroj
- 1 × pohyblivý kulomet MG 15 ráže 7,92 mm
- až 500 kg pum